# 1683 en science
| Années de la science : 1680 - 1681 - 1682 - 1683 - 1684 - 1685 - 1686    |
| Décennies de la science : 1650 - 1660 - 1670 - 1680 - 1690 - 1700 - 1710 |

Cet article présente les faits marquants de l'année 1683 en science.

## Événements

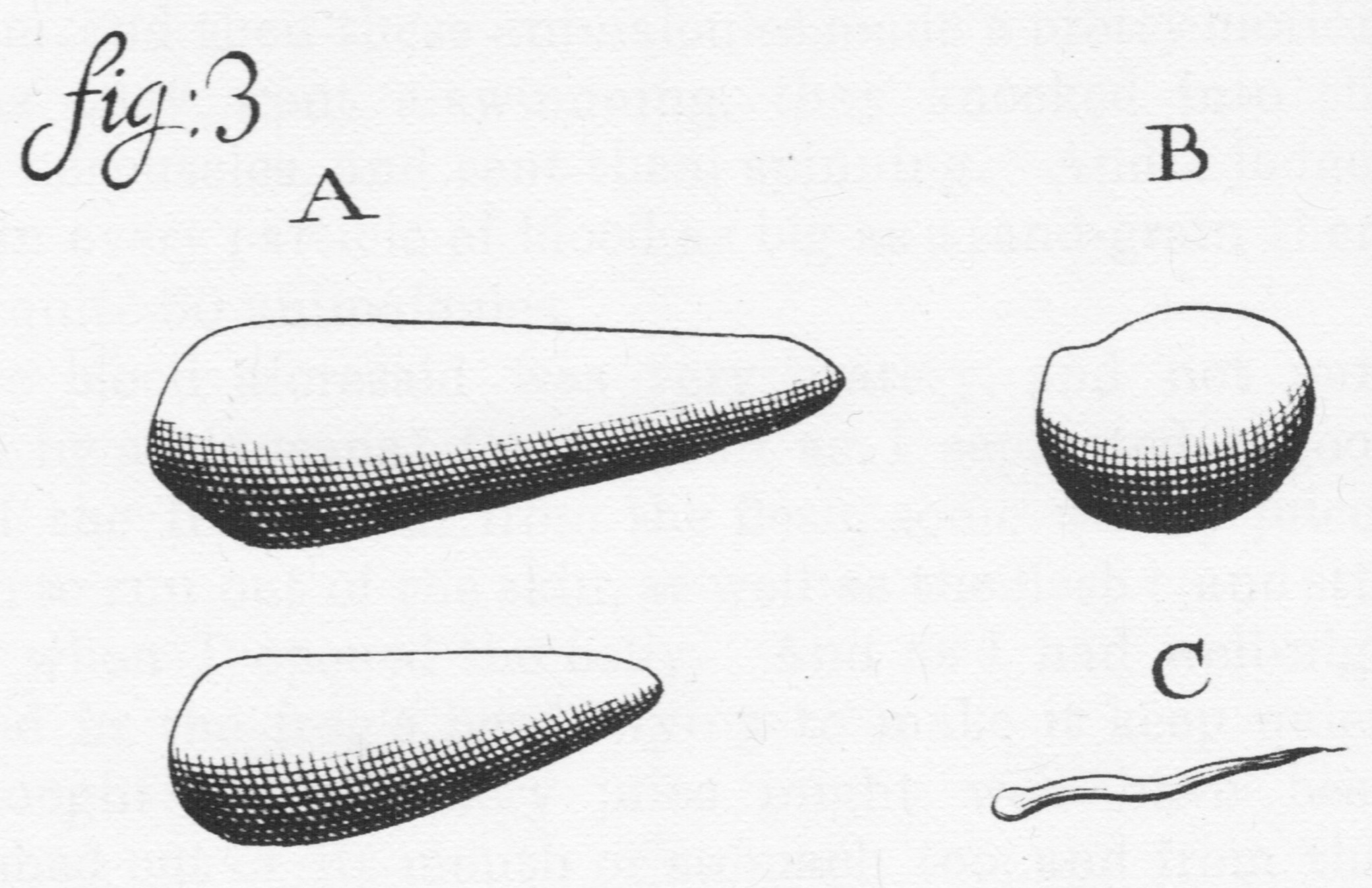
Dessins de Leeuwenhoek de protozoaires intestinaux des grenouilles (16 juillet 1683).

- 24 mai : l'Ashmolean Museum of Art and Archeology est inauguré à l'université d'Oxford[1].

- Été : exposition rue de la Harpe à Paris de dix-neuf modèles réduits de machines organisée par Jean-Baptiste Picot. Onze d’entre elles sont tirés de Besson, Ramelli, Strada, de Caus et Boeckler[2]. Un catalogue est édité : Explication des modeles des machines et forces mouvantes, que l’on expose à Paris dans la rüe de la Harpe, vis-à-vis Saint-Cosme, Paris, 1683[3].
- 17 septembre : le biologiste hollandais Antoni van Leeuwenhoek écrit à la Royal Society où il décrit des bactéries observées au microscope dans le tartre buccal[4]. Il édite ses dessins de protozoaires. Les découvertes de Van Leeuwenhoek reposent la question de la génération spontanée dans des microorganismes[5].
- Décembre : les globes terrestres de Coronelli sont achevés[6].

- Jacob Bernoulli commence à étudier la constante mathématique e[7].

## Publications
- François Blondel : L’Art de jeter les bombes.
- Seki Kōwa : Kai-fukudai-no-hō (manuscrit). Il développe la théorie de l'élimination. Pour exprimer le résultant, il développe la notion de déterminant.
- Alain Manesson-Mallet : Description de l’univers.
- Vauban : Le directeur-général des fortifications, La Haye, 1683.

## Naissances

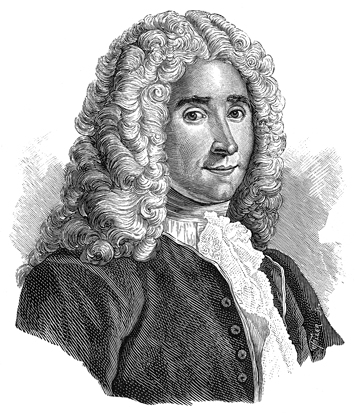
René-Antoine Ferchault de Réaumur

- 28 février : René-Antoine Ferchault de Réaumur (mort en 1757), physicien français.
- 12 mars : John Theophilus Desaguliers (mort en 1744), scientifique britannique.
- 3 avril : Mark Catesby (mort en 1749), naturaliste britannique.
- 9 avril : Nicholas Saunderson (mort en 1739), mathématicien anglais.
- 31 mai : Jean-Pierre Christin (mort en 1755), mathématicien, physicien, astronome et musicien français.
- 23 août : Giovanni Poleni (mort en 1761), mathématicien et physicien italien.
- 23 décembre : François Nicole (mort en 1758), mathématicien français.

## Décès
- 15 janvier : Guillaume Lamy (né en 1644), médecin français.
- 6 mars : Camillo-Guarino Guarini (né en 1624), prêtre, mathématicien, écrivain et architecte italien.
- 10 novembre
  - John Collins (né en 1625), mathématicien anglais.
  - Robert Morison (né en 1620), botaniste écossais.